# Castione (Brentonico)
Castione è una frazione del comune di Brentonico nella provincia autonoma di Trento.

## Geografia fisica

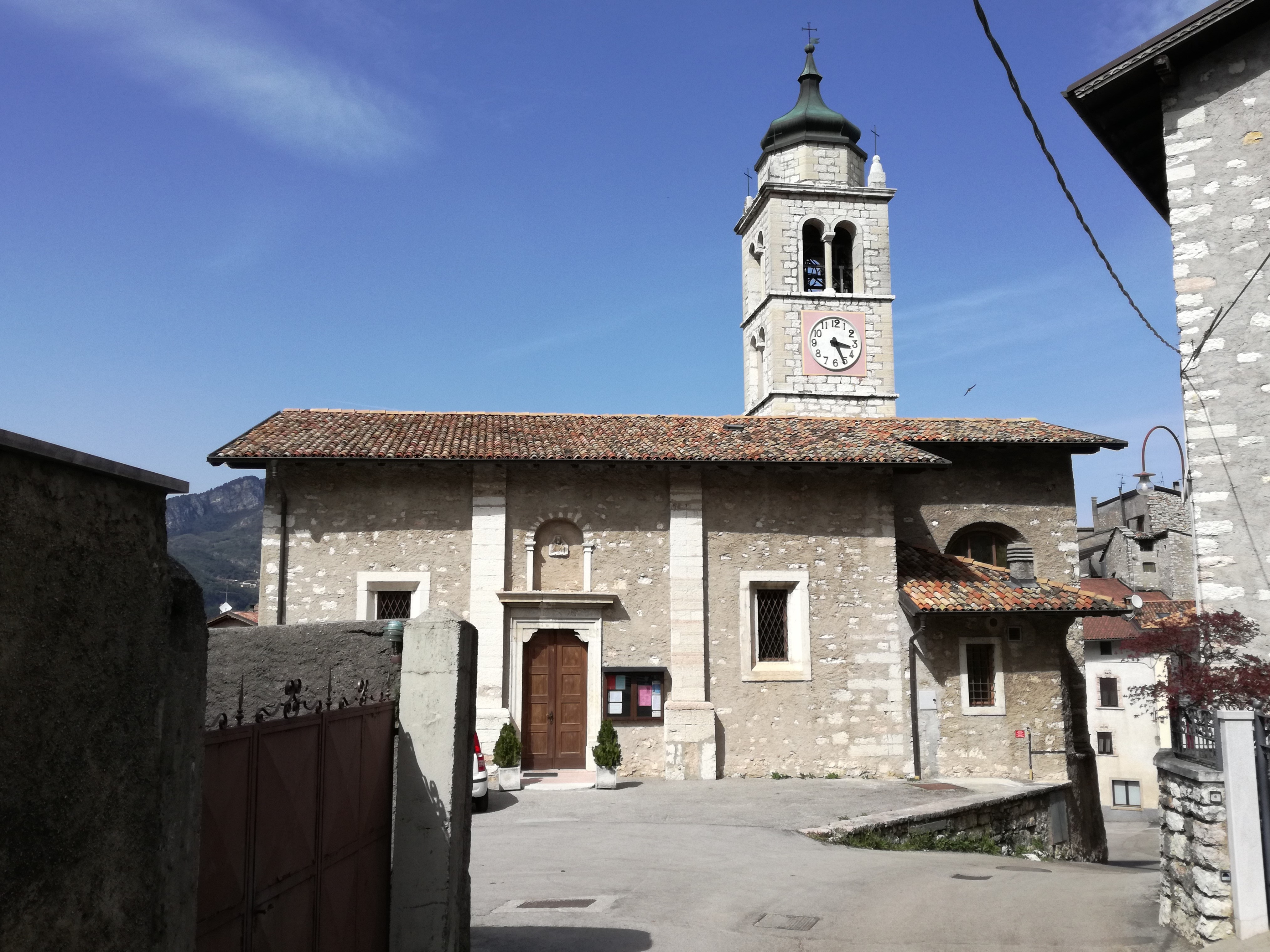
San Clemente

Posto sulle pendici nordorientali del Monte Altissimo di Nago, propaggine settentrionale della catena del Monte Baldo, ad un'altitudine di 528 metri dal livello del mare, conta circa 480 persone. È un paesino noto per la produzione di castagne (marroni di Castione) e per l'attività estrattiva di marmo. Le cave di Castione presso il Monte Giovo ad est del paese, attive fino agli anni ottanta del XX secolo, erano rinomate già dal XVI secolo per la qualità di marmo estratto, tra cui il cosiddetto giallo di Mori nella variante giallo di Castione. Precisamente si tratta di calcari lucidabili come il calcare oolitico o il rosso ammonitico.

## Storia
Il paese di Castione si sviluppò nel XIII secolo sui i resti di un vecchio castello, lo dimostra ancora il nome del quartiere castello e la struttura di questo quartiere con stretti passaggi, alti muri e cortili interni. L'origine di questo castello sono incerte. Nel 845 fu nominato un certo Maurontonem de Castellionem che potrebbe indicare un castello tardo antico. Non è da escludere che si tratti del cosiddetto Castrum Brentonicum citato da Paolo Diacono nella sua Historia Langobardorum scritta nell'VIII secolo.
Il castello fu sicuramente abbandonato dopo il 1221 quando i Castelbarco, che furono i proprietari, ricevettero il permesso dal principe vescovo di Trento di costruire una casa murata nei pressi di Brentonico.
Il paese fu noto poi dal XVI secolo per l'estrazione e la lavorazione della pietra, estratta dal vicino Monte Giovo. Vi nacquero due famose famiglie di scultori dell'arte barocca trentina, i Benedetti e i Sartori, che realizzarono tra il seicento ed il settecento molti altari nelle chiese di tutto il Trentino e nelle zone limitrofe. Opera loro è ad esempio anche l'altar maggiore del Duomo di Innsbruck in Austria. Oltre i Benedetti e i Sartori ci furono altri architetti, scultori, lapicidi o semplici cavatori che operarono nelle cave e nelle botteghe di Castione come i Canali, i Paina, gli Aiardi, i Sebellini, i Bianchi, i Villa.

## Monumenti e luoghi di interesse
- Chiesa di San Clemente (XVI secolo), una delle chiese più antiche di Brentonico con opere di Cristoforo Benedetti e di Antonio Giuseppe e Domenico Sartori.[5][6]
- Cappella di San Rocco (XVII secolo) con altare castionese.[7]
- Cave del Monte Giovo (attive dal XVI alla fine del XX secolo).